# Leidse Vertaling
De Leidse Vertaling (waarnaar soms nog verwezen wordt in de oude spelling Leidsche Vertaling) is een Bijbelvertaling uit het begin van de 20e eeuw, die grotendeels door professoren van de Leidse Universiteit tot stand is gebracht. Men volgde het formeel-equivalente vertaalprincipe. Er is een versie met uitgebreide inleidingen en toelichtingen, en een waarin die verkort zijn.
Vanaf 1885 werd het Oude Testament vertaald (gereed in 1900/1901). In 1912 verscheen het Nieuwe Testament in de Leidse Vertaling. De tekstuele basis ervan was het Novum Testamentum Graece en de Griekse tekst van Tischendorf.
De definitieve uitgave kwam in 1914 op de markt, en vertegenwoordigde een radicale breuk met de tekst van de Statenvertaling. De vertalers, Abraham Kuenen, Isaäc Hooykaas, W. H. Kosters en Henricus Oort, behoorden allen tot de vrijzinnige richting, en beoogden een begrijpelijke vertaling die beantwoordde aan de eisen van de kritische Bijbelwetenschap.
Behoudende protestanten ontvingen de Leidse Vertaling slechts met beperkt enthousiasme.
Dit was de eerste Nederlandse Bijbelvertaling die Jahwe gebruikte om het tetragrammaton weer te geven.